# NGC 1088
NGC 1088 is een spiraalvormig sterrenstelsel in het sterrenbeeld Ram. Het hemelobject werd op 25 oktober 1786 ontdekt door de Duits-Britse astronoom William Herschel.

## Ecliptica
Het stelsel NGC 1088 bevindt zich betrekkelijk dicht bij de Ecliptica, hetgeen betekent dat het, vanaf de Aarde gezien, regelmatig bezoek krijgt van de planeten van het Zonnestelsel, en ook bedekt kan worden door de Maan.

## Synoniemen
- PGC 10536
- UGC 2253
- MCG 3-8-9
- ZWG 463.11